# Guilherand-Granges
Guilherand-Granges település Franciaországban, Ardèche megyében. Lakosainak száma 11 277 fő (2022. január 1.). Guilherand-Granges Saint-Péray, Soyons, Toulaud, Bourg-lès-Valence és Valence községekkel határos.

## Népesség
A település népességének változása:
| Lakosok száma | 7226 | 9556 | 10 492 | 10 716 | 10 918 | 10 862 | 10 961 | 10 756 | 10 965 | 11 277 |
|               | 1968 | 1982 | 1990   | 2006   | 2013   | 2015   | 2017   | 2019   | 2020   | 2022   |